# Alejandro González González
Alejandro González González, también conocido como «El Pije» (1933 - 23 de septiembre de 2021), fue un artesano y músico chileno, compositor de cuecas y de música carnavaleña, en la que integró elementos andinos, aymaras-lican antay y chilenos mestizos.
En 2011, fue reconocido con la categoría de Tesoro humano vivo por la UNESCO a través del Consejo Nacional de la Cultura y las Artes (actual Ministerio de las culturas, las artes y el patrimonio). Esta distinción la recibió como un reconocimiento a su trabajo de salvaguarda de dos manifestaciones culturales tradicionales: su música y su aporte ritual al carnaval atacameño, y su conocimiento del oficio de artesano en piedra liparita.

## Biografía
Nació en 1933. Vivió en la localidad de Toconao en la comuna de San Pedro de Atacama, región de Antofagasta. 

## Trayectoria como artesano
A temprana edad se inició en el oficio del pulido y tallado de piedras liparitas y/o volcánicas, donde materializaba las labores del día a día de la cultura atacameña, rescatando su patrimonio e identidad. Sus esculturas y figuras tenían usos rituales, funcionales y ornamentales, se caracterizan por representar objetivos y animales propios de la zona, realizando, por ejemplo, una reproducción a escala del Campanario de Toconao.

## Trayectoria como músico
Compuso e interpretó canciones durante el carnaval, festividad local en honor a la Pachamama, para que esta procure la fertilidad y la reproducción de su comunidad.oportunidad; en esa festividad tocaba el acordeón y lo acompañan músicos con el bombo y el triángulo. Dedicó parte importante de su vida a la celebración del carnaval en su localidad, en la que junto a su familia recorría las casas del pueblo, tocando cuecas nortinas y coplas. Su comparsa se destacaba como la única que desentierra el carnaval en la cantera del pueblo. Conjuntamente, organizaba la fiesta y abría su casa al pueblo, por la que pasan decenas de personas durante la festividad.

## Reconocimiento como Tesoro Humano Vivo
En 2011 obtuvo el reconocimiento Tesoro Humano Vivo por parte de UNESCO y el actual MINCAP, por haber dado continuidad a las costumbres de Toconao, valorando especialmente su aporte al tallado en piedra liparita y su calidad y entrega en la interpretación y composición de la música carnavaleña y de las cuecas tradicionales de Toconao, las que forman parte del registro de Patrimonio Cultural Inmaterial de Chile.

## Legado
Fue una figura reconocida en su comunidad y en su pueblo, al representar y realizar prácticas que implicaban una serie de saberes y oficios tradicionales propios de la cultura atacameña. 
Falleció a la edad de 88 años, en 2021. La Delegación presidencial de Antofagasta decretó dos días de duelo regional en su memoria.